# Condado de Choctaw (Misisipi)
El condado de Choctaw (en inglés: Choctaw County), fundado en 1833, es un condado del estado estadounidense de Misisipi. En el año 2000 tenía una población de 9.758 habitantes con una densidad poblacional de 4 personas por km². La sede del condado es Ackerman.

## Geografía
Según la Oficina del Censo, el condado tiene un área total de 1088 km² (420,1 mi²), de la cual 1085 km² (418,9 mi²) es tierra y 3 km² (1,2 mi²) es agua.

## Demografía
En el 2000 la renta per cápita promedia del condado era de $ 27,020, y el ingreso promedio para una familia era de $31,095. El ingreso per cápita para el condado era de $13,474. En 2000 los hombres tenían un ingreso per cápita de $26,966 frente a $17,798 para las mujeres. Alrededor del 24.70% de la población estaba bajo el umbral de pobreza nacional.

## Condados adyacentes
- Condado de Webster (norte)
- Condado de Oktibbeha (este)
- Condado de Winston (sureste)
- Condado de Attala (suroeste)
- Condado de Montgomery (oeste)

## Localidades
Ciudades
- Ackerman
- French Camp
- Mathiston (mayor parte en Condado de Webster)
- Weir

Área no incorporada
- Chester
- Reform

Pueblos fantasmas
- Bankston